# Бхагавадгита

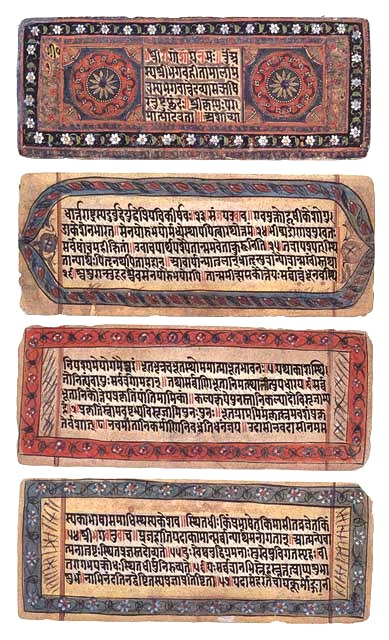
«Бхагавадгита», манускрипт XIX века

«Бхагавадги́та» («Бхагавад-гита», или просто «Гита»; भगवद्गीता, IAST: Bhagavad Gītā «Песнь Го́спода») — памятник древнеиндийской религиозно-философской мысли на санскрите, часть шестой книги «Махабхараты» (Бхишмапарва, главы 23—40), состоит из 18 глав и 700 стихов. Один из базовых текстов индуистской философии.
«Бхагавадгиту» часто называют «Гита-упанишада» или «Йога-упанишада», утверждая её статус как упанишады и её принадлежность к веданте. В философии индуизма, наряду с упанишадами и «Веданта-сутрами», «Бхагавадгита» является одним из трёх основополагающих текстов веданты. Так как «Бхагавадгита» является частью «Махабхараты», она относится к писаниям категории смрити, но внутритекстуальное самоназвание «Бхагавадгиты» "Упанишадой" даёт ей статус, близкий к шрути. «Бхагавадгита» написана с использованием насыщенной метафоричности в традиционной санскритской метрике: такие стихи, написанные размером шлока, обычно поют, отсюда и название «Бхагавадгита», которое переводится как «Божественная песнь».
Текст «Бхагавадгиты» состоит из философской беседы между Кришной и Арджуной, которая происходит на поле битвы Курукшетра непосредственно перед началом Битвы на Курукшетре между двумя воюющими кланами Пандавов и Кауравов. Арджуна — воин и один из пяти братьев-царевичей клана Пандавов — перед решающим сражением впадает в сомнение о целесообразности боя, который приведёт к смертям многих достойных людей, в том числе его родственников. Однако его колесничий — Кришна — убеждает Арджуну принять участие в битве, разъясняя ему его долг как воина и царевича и излагая перед ним различные философские системы веданты и практики йоги.
В процессе беседы Кришна раскрывает Арджуне свою божественную сущность. Показав свою вселенскую форму и всемогущество, Кришна объявляет себя самим Всевышним, конечной философской истиной и абсолютным благом, а бхакти-йогу, путь преданности, высочайшей духовной практикой. Полностью убеждённый, признав в Кришне Всевышнего и приняв своим наставником, Арджуна вступает в 18-дневную битву.
На протяжении многих веков «Бхагавадгита» является одним из самых почитаемых священных текстов и оказывает большое влияние на жизнь и культуру индийского общества. Повлияла она и на западную культуру, привлекая внимание таких выдающихся мыслителей, как Гёте, Максимилиан Волошин, Эмерсон, Олдос Хаксли, Ромен Роллан и др. В России о «Бхагавадгите» узнали в 1788 году, после того как её впервые на русском языке издал Н. И. Новиков.

## Происхождение и датировка
Исследователи не в состоянии указать ни точный год, ни даже век, когда была создана «Бхагавадгита», что является обычной ситуацией для произведений древней индийской словесности. 
Большинство зарубежных исследователей согласны в том, что «Бхагавадгита» была сочинена в I—II веках до н. э.. 
Российский религиовед Е. А. Торчинов придерживался мнения, что «Бхагавадгита» была создана в конце I тысячелетия до н. э. и кодифицирована в III—IV веках. В самой «Бхагавадгите» (4:1) Кришна говорит о том, что изложенное в ней знание впервые было передано человечеству через бога солнца Вивасвана, а Вивасван передал в глубокой древности это знание прародителю человечества Ману. Согласно верованиям индуистов и в соответствии с хронологией, основанной на астрономических расчётах, Битва на Курукшетре состоялась в конце IV тысячелетия до н. э. Индолог Артур Бэшем отмечает, что согласно наиболее популярным представлениям индуистов, Битва на Курукшетре произошла в феврале 3102 года до н. э. Однако, принимая во внимание существующие свидетельства, данная датировка представляется ему невозможной. По мнению Бэшема, основываясь на археологических и литературных свидетельствах, можно предположить, что Битва состоялась не ранее IX века до н. э.
Основываясь на разнице в поэтическом стиле и предполагаемых внешних влияниях (таких, как «Йога-сутры» Патанджали), многие учёные полагают, что «Бхагавадгита» была введена в состав «Махабхараты» в более поздний период, а до того существовала в виде «чего-то вроде самостоятельной „упанишады“». С. Д. Серебряный отмечает, что в тексте «Гиты» присутствует «некоторое число выражений, строк и даже целых строф, совпадающих с выражениями, строками и строфами упанишад», а по мнению Р. Н. Дандекара, в «Гите» получили развитие многие идеи основного шиваитского философского текста «Шветашватара-упанишада». Сторонники этих гипотез считают, что первая глава, которая выступает как введение к основной части «Бхагавадгиты», служит мостом между эпическим материалом «Махабхараты» и остальными главами «Бхагавадгиты», чисто философскими и теологическими по своему содержанию
В долгом процессе складывания «Гиты» С. Д. Серебряный выделяет несколько этапов:
Первый — становление того «идейного комплекса», который нашел выражение в поэме. Современная наука видит в этой поэме попытку синтеза религиозно-философского наследия упанишад, учений философских «школ» санкхъи и йоги, а также эмоционального теизма бхагаватов (bhagavata), поклонявшихся Кришне как высшему божеству (воплощению Вишну). Полагают также, что этот комплекс мог начать складываться в последние века до нашей эры. 
Затем можно говорить о становлении собственно текста поэмы — или независимо от становления текста «Махабхараты», или вместе с этим «гипертекстом». Современная наука относит окончательное оформление «Махабхараты» предположительно к IV в. н. э. Можно думать, что к этому времени и «Гита» существовала «внутри» «Махабхараты» — более или менее в том виде, как мы её знаем теперь.
Наконец, как уже сказано, в начале IX в. Шанкара создал свой комментарий к «Гите» — «Гита-бхашью»: как бы извлек её (вновь?) из «Махабхараты», канонизировал текст поэмы и утвердил её высокий религиозно-философский авторитет.
По мнению российского индолога Г. М. Бонгард-Левина, на авторов «Бхагавад-гиты» оказал влияние ранний буддизм.

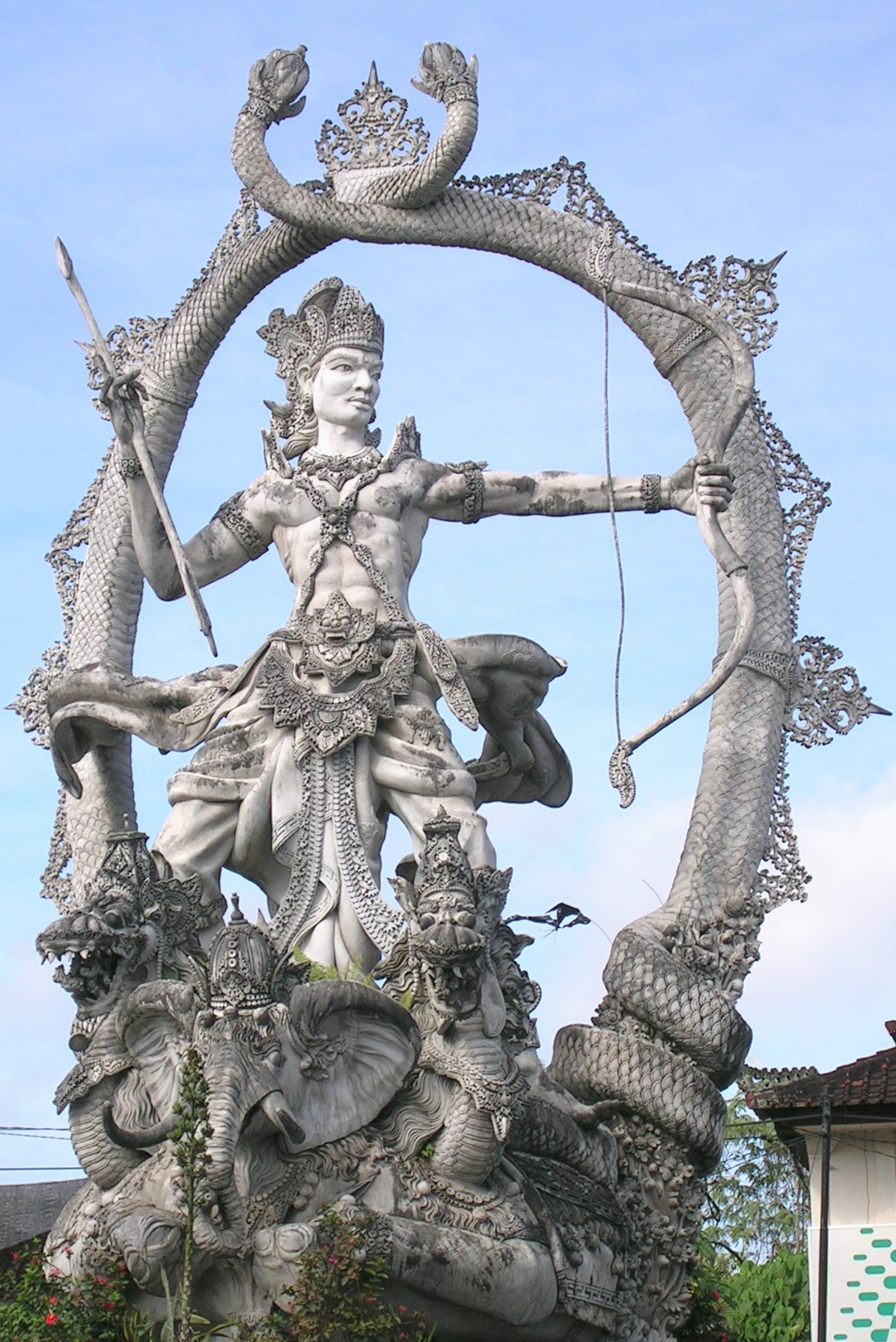
Статуя Арджуны на острове Бали

## Предыстория
Философская беседа «Бхагавадгиты» происходит непосредственно перед началом великой Битвы на Курукшетре. Диалог Кришны с царевичем Пандавов Арджуной начинается с того, что Арджуна высказывает Кришне свои сомнения в отношении того, стоит ли ему сражаться или нет. Арджуна преисполняется сомнений по причине того, что в противостоящей ему армии находятся многие из его друзей, учителей и родственников. Придя в смятение, он обращается за наставлениями к Кришне, который играет роль возничего его боевой колесницы.

## Обзор

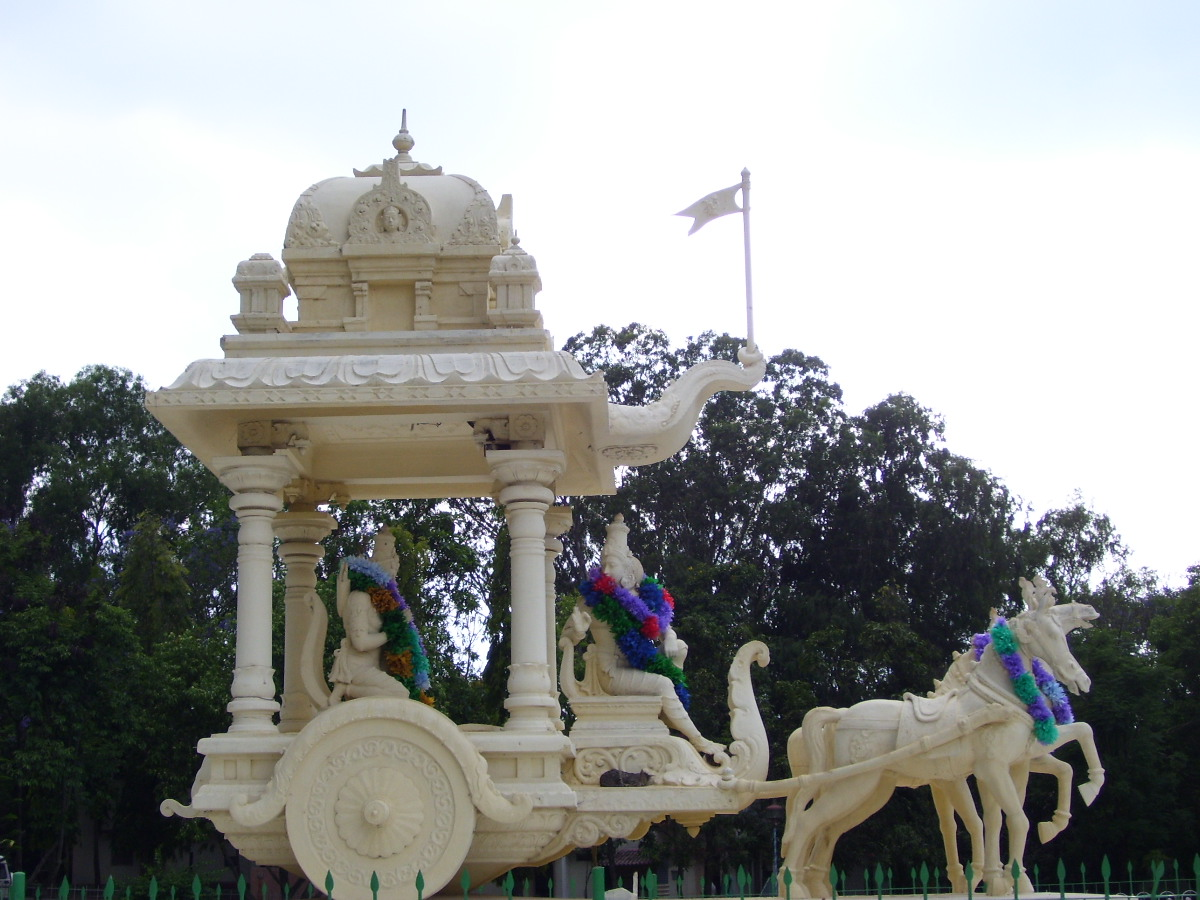
Статуя в Тирумале, изображающая беседу Кришны и Арджуны

### Обзор по главам
«Бхагавадгита» традиционно делится на 18 глав. Впоследствии комментатор Ямуначарья (X век) разделил текст на три «шестёрки»:
- гл. 1-6 — «раздел о действии» (карма-канда);
- гл. 7-12 — «раздел о почитании» (упасана-канда);
- гл. 13-18 — «раздел о знании» (джняна-канда).

Кроме того, к каждой главе дописан особый колофон, кратко излагающий её содержание:
1. Arjuna-Visada yoga — Йога отчаяния Арджуны [24]. Арджуна просит Кришну поставить колесницу между двумя армиями. При виде своих родственников и друзей в противостоящей армии Кауравов Арджуна приходит в смятение и принимает решение не сражаться в предстоящей битве.
2. Sankhya yoga — Йога рассуждения [24]. После того, как Арджуна обращается к Кришне за наставлениями, Кришна объясняет ему, что только материальное тело может быть убито, а вечная душа неразрушима. Кришна говорит Арджуне, что его воинским долгом является поддержание дхармы в сражении.
3. Karma yoga — Йога действия [24]. Арджуна спрашивает, почему он должен сражаться, если знание является более важным, чем деятельность. Кришна объясняет Арджуне, что желание выполнять свой долг ради высшего блага без привязанности к последствиям является самой правильной причиной для деятельности.
4. Jnana-Karma-Sanyasa yoga — Йога знания [24]. Кришна объявляет, что он из века в век приходит в этот мир для установления принципов дхармы, защиты добродетельных и уничтожения демонов. Кришна также подчёркивает важность принятия гуру.
5. Karma-Sanyasa yoga — Йога отрешенности от действия [24]. Арджуна спрашивает Кришну, что лучше — прекратить деятельность или вовлечься в неё. Кришна отвечает, что оба пути могут быть благоприятными, но деятельность в карма-йоге стоит превыше всего.
6. Dhyanа yoga — Йога активного внимания [24]. Кришна описывает правильную мотивацию для йога, позы для медитации и процесс, с помощью которого можно достичь самадхи.
7. Jnana-Vijnana yoga — Йога знания и различения [25]. Кришна показывает правильный путь познания: иметь знание — это, на самом деле, понимать, посредством каких сил Он управляет мирозданием, как Он принимает те или иные образы и проявляет те или иные качества..
8. Aksara-Brahma yoga — Йога нетленного Брахмана [25]. Кришна даёт определение таким терминам, как брахман, карма, адхьятма, адхибхута и адхидайва и объясняет как человек может помнить его в момент смерти и таким образом попасть в его Вечную Обитель в Духовном мире.
9. Raja-Vidya-Raja-Guhya yoga — Йога царственного знания и царственной тайны [25]. Кришна объясняет, что осознание того, что «все существа пребывают во Мне» является путём памятования о нём во всех обстоятельствах. Предавшись Абсолютной Истине, любой может достичь духовной обители — раб, женщина, торговец и дикарь.
10. Vibhuti-Vistara-yoga — Йога излияния божественных сил [25]. Кришна описывает, как он является источником всех материальных и духовных миров. Арджуна принимает Кришну как Всевышнего Бога, цитируя великих мудрецов, которые также ранее приняли Божественность Кришны. Четыре стиха этой главы, с 8-го по 11-й, являются ключевыми в Бхагавадгите. В них заключена суть беседы между Кришной и Арджуной.
11. Visvarupa-Darsana yoga — Йога созерцания Вселенского образа [25]. По просьбе Арджуны, Кришна показывает свою «вселенскую форму» (Вишварупу), вездесущее проявление Бога, содержащее в себе все живые существа и элементы творения и излучающее сияние миллионов солнц.
12. Bhakti yoga — Йога бхакти [25]. Кришна описывает процесс преданного служения (бхакти-йоги). Если душа преодолевает порог равнодушия и бездеятельности и посвящает себя труду на благо других (сарва-бхута-хите ратах), ей может выпасть удача послужить чистому преданному. Так же Кришна описывает свои взаимоотношения с бхактами в зависимости от степени их преданности.
13. Ksetra-Ksetrajna Vibhaga yoga — Йога различения кшетры и Кшетраджни [25]. Кришна описывает природу (пракрити), наслаждающегося (пуруша) и сознание.
14. Gunatraya-Vibhaga yoga — Йога различения трех гун [25]. Кришна объясняет природу трёх гун материальной природы. Это наука, овладев которой можно перенестись в иное измерение — царство сознания, простирающееся за границами вещественного мира.
15. Purusottama yoga — Йога высочайшего Пуруши [26]. Кришна описывает символическое гигантское дерево, подобное баньяну, которое представляет собой материальное бытие. Кришна объясняет, что это дерево должно быть срублено «топором отрешённости» после чего станет возможным попасть в его «вечную обитель». Хотя живые существа растят и питают этот мир своей корыстной деятельностью, они могут упорядочить эту деятельность с помощью Вед, срубить его под корень и вырваться из цепких ветвей.
16. Daivasura-Sampad-Vibhaga yoga — Йога различения божественной и демонической участи [26]. Кришна рассказывает о признаках божественной и демонической природы в человеке. Он даёт совет, что для того, чтобы достичь высшей цели, необходимо отказаться от гнева и алчности, а также отличать хорошие действия от плохих, основываясь на священных писаниях, и действовать соответствующим образом. Кришна говорит: Ты сам должен решить, следовать заповедям или нет. Если решишь следовать, знай: главная заповедь — доставлять удовольствие Всевышнему. Поняв это, ты поймешь смысл любого вероучения и сможешь следовать ему.
17. Sraddhatraya-Vibhaga yoga — Йога различения трех видов веры [26]. Кришна рассказывает о трёх видах веры, мышления и действий, которые проявляются в зависимости от влияния трёх гун (качеств) материальной природы.
18. Moksha-Sanyasa yoga — Йога освобождения и отрешенности [26]. В заключении, Кришна просит Арджуну отказаться от всех форм дхармы и просто вручить себя ему. Кришна объявляет, что это является высшим совершенством жизни. Отказ от личных интересов ради Кришны возрождает душу к новой жизни — жизни в любви и преданности, где нет места корысти и равнодушию.

## Философия
Главными философскими предметами, обсуждаемыми в «Бхагавад-гите», являются пять основных концепций или истин:
«В „Бхагавад-гите“ рассматривается пять фундаментальных истин».
- Ишвара (Верховный Управляющий)
- Джива (живое существо/душа)
- Пракрити (материя)
- Карма (действие)
- Кала (время)

## Йога
Термин «йога» имеет много значений, но «Бхагавад-гита» в основном описывает йогу как контроль ума, осознание высшей природы атмана. Согласно Кришне, корнем всех страданий является возбуждённый ум. Единственным способом остановить пламя желаний является контроль ума посредством самодисциплины с одновременным вовлечением в возвышенную духовную деятельность.
Воздержание от деятельности, однако, считается таким же нежелательным, как и чрезмерное вовлечение в неё. Согласно «Бхагавад-гите», высшей целью является освобождение ума и разума от изощрённой материальной деятельности и их сосредоточение на трансцендентном уровне через посвящение всех действий Богу. Этой цели можно достичь через йогу, медитацию, деятельность, бхакти и знание.
Кришна даёт краткое описание различных видов йоги, из которых известные комментаторы «Бхагавад-гиты» выделяют три основных: бхакти-йога, карма-йога и джнана-йога. Хотя эти пути отличны друг от друга, их основная цель практически одна и та же — осознать, что божественная сущность Брахман является изначальной истиной, на которой зиждется всё бытие, что материальное тело временно, и что Параматма вездесуща. Конечной целью йоги является мокша — освобождение из круговорота рождения и смерти (сансары) через осознание Абсолютной Истины.
Соотношение между тремя видами йоги весьма неоднозначно и в разных традициях решается по-разному. Но как отметил востоковед Г. М. Бонгард-Левин:
В Гите нет явственных указаний на превосходство какого-то одного из них, если же такие указания встречаются, то они носят противоречивый характер.

### Бхакти-йога
Кришна неоднократно говорит в «Бхагавад-гите» о превосходстве бхакти над другими видами йоги. Согласно Кэтрин Корнилл, профессору теологии Бостонского колледжа:
В тексте «Бхагавад-гиты» описываются возможные практики для достижения освобождения через культивацию знания (джнана), через ритуальные действия (карма) и любовное преданное служение Богу (бхакти), и объясняется, что последний путь является самым возвышенным и самым лёгким путём для достижения освобождения.

## Комментарии

### Классические комментарии
Традиционно комментаторы «Бхагавад-гиты» принадлежат к определённой богословской традиции (сампрадае) и цепи ученической преемственности (парампаре) в которых знание передаётся без изменений из поколение в поколение от гуру к ученику и которые утверждают, что берут своё начало от самого Кришны. Каждая традиция при этом претендует на то, что её трактовка философии «Бхагавад-гиты» является верной и была передана без изменений через парампару. Согласно Хириянне:
Бхагавад-гита — это одна из самых трудных книг для интерпретации, к которой существует множество комментариев, часто отличающихся по своей сути один от другого.
Различные переводчики и комментаторы дают сильно отличающиеся друг от друга толкования многозначных санскритских слов и фраз в «Бхагавад-гите», и их версия обычно зависит от того, к какой сампрадае принадлежит автор. В особенности в Западной филологии, интерпретации текстов «Бхагавад-гиты» сильно отличаются от традиционных индуистских толкований.
Самым древним и наиболее влиятельным средневековым комментарием к «Бхагавад-гите» принято считать комментарий основателя школы адвайта-веданты Шанкары (788—820) в котором он обосновывает свою философскую концепцию адвайты.
Основной комментарий философской школы вишишта-адвайта-веданты был написан Рамануджей в XI веке. В своём комментарии Рамануджа в основном пытается доказать, что практика любви и преданности Богу (бхакти-йога) является путём к освобождению.
Комментарий Мадхвы, написанный в XIII веке, является основополагающим комментарием школы двайта. Школа Мадхвы двайта или «дуализма» согласно Уинтропу Сардженту, утверждает «вечное и совершенное различие между Богом, множеством душ и материей со всеми её проявлениями». Мадхва считается одним из великих комментаторов в рамках философии веданты. В традиции гаудия-вайшнавизма основным комментарием к «Бхагавад-гите» считается «Гитабхушана-бхашья» Баладевы Видьябхушаны.
В традиции кашмирского шиваизма в разное время было написано несколько комментариев. Первым из них, вероятно, был комментарий родоначальника этой традиции Васугупты, который назывался «Гитатика» или «Васавитика» (этот комментарий не сохранился). Также существуют комментарии Рамакантхи (конец IX-го века), который называется «Сарватобхадра», и Анандавардханы (приблизительно X—XI века) Известный философ X века Абхинавагупта написал комментарий к «Бхагавад-гите» под названием «Гитартхасамграха» («Конспективное собрание смыслов „Гиты“»), в котором изложил интерпретацию «Гиты» в соответствии со взглядами традиции трика.
Авторами других классических комментариев были Нимбарка (1162 год), Валлабха (1479 год), а также Джнянешвар (1275—1296), который перевёл и прокомментировал «Бхагавад-гиту» на маратхи.

### Комментарии XIX—XX веков
В XX веке известные комментарии написали Бал Гангадхар Тилак и Махатма Ганди.
Бал Гангадхар Тилак написал свой комментарий в 1910—1911 годах в тюрьме, куда его отправило на шесть лет британское колониальное правительство за подстрекательство к мятежу. Из всех путей к освобождению, описанных в «Бхагавад-гите», в своём комментарии Тилак уделяет особое внимание карма-йоге.
«Бхагавад-гита» была основной книгой, которой руководствовался Махатма Ганди в своей жизни и деятельности. Обычно он называл её своим «духовным словарём». Во время своего пребывания в тюрьме Еравда в 1929 году, Ганди написал комментарий к «Бхагавад-гите» на языке гуджарати. Впоследствии Махадев Десаи перевёл манускрипт на английский язык, написал к нему предисловие и добавил свои комментарии. В 1946 году этот английский перевод был впервые опубликован с предисловием, написанным Ганди Махатма Ганди выразил свою любовь к «Бхагавад-гите» следующими словами:
Когда меня охватывают сомнения, когда разочарования следуют одно за другим, и не видно луча надежды на горизонте, я обращаюсь к «Бхагават-гите» и нахожу стих, приносящий успокоение. Я сразу же начинаю улыбаться, забывая о переполнявшей меня печали. Те, кто размышляют над «Гитой», постоянно черпают в ней радость и открывают в ней новый смысл.
К другим известным комментаторам «Бхагавад-гиты» относятся: Шри Ауробиндо, Сарвепалли Радхакришнан и Вивекананда.Вивекананда, который был последователем Рамакришны, также известен своим объяснением четырёх видов йоги в «Бхагавад-гите» — бхакти-йоги, джнана-йоги, карма-йоги и раджа-йоги. Свами Шивананда советовал начинающим йогам читать «Бхагавад-гиту» каждый день. Парамаханса Йогананда, автор знаменитой «Автобиографии йога», считал «Бхагавад-гиту» одним из самых божественных писаний в мире. Бхактиведанта Свами Прабхупада, основатель Международного общества сознания Кришны, написал в 1960-х годах свой комментарий к «Бхагавад-гите» в духе традиции гаудия-вайшнавизма. В 1980-х была издана «Бхагавад-гита» с комментариями Б. Р. Шридхара Госвами. В них автор даёт своё объяснение чатуршлокам — главным четырём стихам «Гиты».

## Переводы
Ещё в древности «Бхагавад-гита» вышла за пределы Индии, несколько её переводов появилось в Юго-Восточной Азии, в XVII веке был сделан перевод «Бхагавад-гиты» с санскрита на фарси, позднее она приобрела популярность и в арабском мире. В 1785 году Чарльз Уилкинс опубликовал первый перевод «Бхагавад-гиты» на английский язык. Впервые в истории санскритский текст был напрямую переведён на один из европейских языков.
Опубликованный в 1808 году в книге Фридриха Шлегеля отрывок из «Бхагавад-гиты» стал первым в истории прямым переводом с санскрита на немецкий. Фридрих Шлегель впоследствии стал известен как основатель немецкой филологии.
Поэтичностью и глубиной изложенных в «Бхагавад-гите» идей восхищались Гёте и Гердер, большую статью «Бхагавад-гите» посвятил Гегель, а Вильгельм фон Гумбольдт написал о ней отдельную книгу.
В течение XIX и, в ещё большей степени — XX века, продолжали появляться всё новые и новые переводы — английские, французские, немецкие, латинский, новогреческий. В настоящее время существует более 700 переводов «Бхагавад-гиты» на различные языки мира.

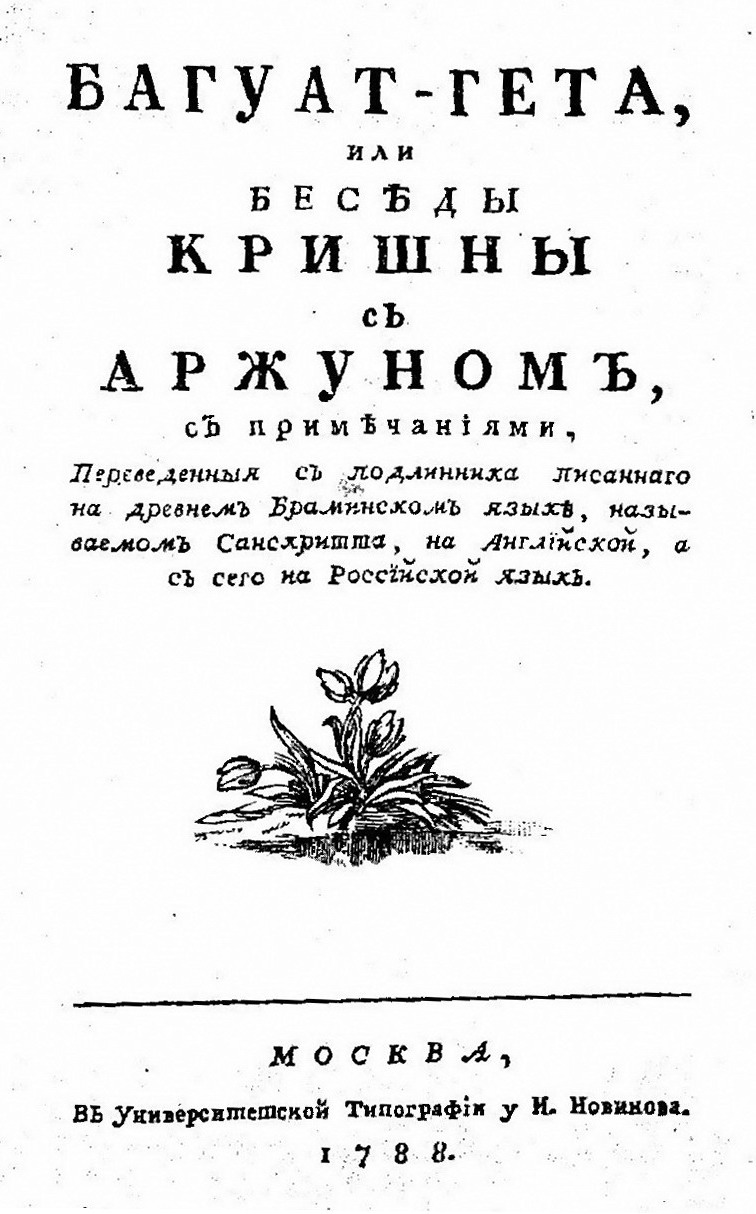
Титульный лист первого в России перевода «Бхагавад-гиты»

В России с «Бхагавад-гитой» познакомились в 1788 году, после того как её, впервые на русском языке, издал Н. И. Новиков. Книга вышла под следующим названием: «Багуат-гета, или бесѣды Кришны съ Аржуномъ, съ примечаніями, переведенныя съ подлинника, писаннаго на древнемъ Браминскомъ языкѣ, называемомъ Санскритта, на Англійской, а съ сего на Россійской языкъ». Как отмечает С. Д. Серебряный: «Это издание (подобно путешествию Афанасия Никитина) можно счесть ещё одним „парадигмальным“ событием в истории российской индологии».
В начале XX века «Бхагавад-гиту» изучал Л. Н. Толстой, что, в частности, отразилось в его переписке. Так, в письме к С. Р. Чителю (3 февраля 1908 г.) Толстой упоминает «положение Бхагават-Гиты о том, что человек должен направлять все свои духовные силы на исполнение долга» и заявляет: «Я твердо этому верю и всегда стараюсь помнить об этом и поступать соответственно этому, а также говорить это тем, кто спрашивает мое мнение, и высказывать это в своих сочинениях».
В 1907 г. вышел перевод «Бхагавад-гиты», выполненный Анной Каменской и Ириной де Манциарли, а через два года (1909) за ним последовал перевод А. П. Казначеевой. И тот, и другой впоследствии подвергались суровой критике. В частности, Б. Л. Смирнов отмечал, что Каменская и де Манциарли пользовались английским переводом А. Безант, который был «далеко не безошибочен», а в переводе А. П. Казначеевой «трудно узнать Гиту даже хорошо знающему этот памятник».
После революции 1917 года «Бхагавад-гита» в СССР не издавалась вплоть до 1956 года, когда впервые вышел её перевод на русский язык непосредственно с языка оригинала, осуществлённый академиком АН Туркменской ССР, санскритологом-любителем Б. Л. Смирновым. В 1960 году был выпущен переработанный вариант этого перевода, который впоследствии неоднократно переиздавался. Во введении к нему Смирнов писал, что поставил себе задачу «дать не только научный перевод Гиты, но по возможности сделать памятник доступным для молодых филологов, приступающих к изучению санскрита».
В 1974 году вышел сокращённый перевод в стихах «Бхагавад-гиты», выполненный поэтом С. И. Липкиным.
В 1984 году вышел первый конфессиональный перевод «Бхагавад-гиты» на русский язык. Это была переведённая с английского книга «Бхагавад-гита как она есть», включавшая в себя помимо текста самой «Бхагавад-гиты» подробные комментарии гаудия-вайшнавского гуру и основателя Международного общества сознания Кришны (ИСККОН) Бхактиведанты Свами Прабхупады (1896—1977). Как отмечает индолог Ирина Глушкова, именно в этом переводе «Бхагавад-гита» впервые стала доступна широкому читателю в России. «Бхагавад-гита как она есть» подверглась критике со стороны индолога Сергея Серебряного, назвавшего её «Бхагавад-гитой, какой бы она лучше никогда не была». В частности, Серебряный выразил мнение, что Бхактиведанта Свами Прабхупада внёс в свой комментированный перевод слишком много философских идей традиции гаудия-вайшнавизма.
В 1985 году вышел первый научный перевод «Бхагавад-гиты» на русский язык, сделанный санскритологом В. С. Семенцовым. Первый полный научный перевод с санскрита на русский язык шестой книги «Махабхараты», «Бхишмапарвы», в состав которой входит «Бхагавад-гита», был подготовлен в конце XX века одним из ведущих российских индологов В. Г. Эрманом. Он был издан в 2009 году.
В 2012 году вышел перевод «Бхагавад-гиты», сделанный Д. Бурбой.
В 2021 году вышел поэтический перевод «Бхагавад-гиты» Юрия Ключникова, опубликованный в книге «Слово Ариаварты», М., 2021, С. 28 — 116.
В октябре 2019 года поэт и музыкант Борис Гребенщиков объявил о завершении работы над переводом «Бхагавадгиты». Книга вышла в издательстве «АСТ» в 2020 году. Работа над переводом текста продолжалась более двенадцати лет.
Поначалу я сделал просто перевод, потом около десяти лет проверял правильность текста, сравнивая каждый стих с санскритским оригиналом, а потом — установив значение каждого стиха — сравнивал свой перевод со всеми классическими переводами «Гиты». Мне важно было простыми словами передать смысл текста.Борис Гребенщиков
В 2024 году вышел первый эквиритмический перевод (то есть перевод с сохранением оригинального стихотворного размера, которым написана «Бхагавадгита» на санскрите). Перевод выполнен Глебом Давыдовым, главным редактором интернет-издания «Перемены» и известным в эзотерических кругах в качестве переводчика священных писаний в традиции Адвайта-Веданты.

## Значение и влияние

### Значение в индуизме
На протяжении истории, «Бхагавад-гита» всегда была предметом изучения для брахманов и йогов в индуизме. Несмотря на то, что она не является «каноном» ведических писаний («шрути»), практически все течения в индуизме признают её авторитетность.
Последователи школ веданты в индуизме, относят «Бхагавад-гиту» к одному из трёх основополагающих писаний «прастханатрайи», наряду с Упанишадами и «Веданта-сутрами».
Авторитет и влияние «Бхагавад-гиты» таковы, что её обычно рассматривают наравне с Упанишадами. Её называют «самой популярной индийской Библией», и из-за того, что в ней подчёркивается важность самоотверженного служения, она была главным источником вдохновения для Махатмы Ганди.
К числу великих мудрецов, святых и философов, нашедших вдохновение в «Бхагавад-гите», относится и основатель гаудия-вайшнавизма Чайтанья, который положил начало публичному воспеванию мантры «Харе Кришна» в Индии в начале XVI века.
В период борьбы за независимость Индии от британского колониального господства, «Бхагавад-гита» использовалась индийскими террористами для теоретического обоснования своих деяний В частности, в «Бхагавад-гите» находил вдохновение индуистский националист Натхурам Винаяк Годзе — убийца Махатмы Ганди.

#### Ритуальная функция
В древней Индии ритуальный текст заучивался учеником с голоса учителя, после чего регулярно воспроизводился нараспев (рецитировался) наизусть; такое рецитирование считалось ритуальным актом. Востоковед и один из переводчиков «Бхагавад-гиты» В. С. Семенцов полагает, что такую ритуальную функцию имела и «Бхагавад-гита».
Свойство «Бхагавад-гиты» состоит в том, что разные части этой большой поэмы сложным образом связаны друг с другом по содержанию, дополняют друг друга, являются, по словам Семенцова, комментариями друг на друга. Моцарт говорил о том, как рождается у него музыкальное произведение:
Моя душа тогда воспламеняется, во всяком случае если что-нибудь мне не мешает. Произведение растёт, я слышу его всё более и более отчётливо, и сочинение завершается в моей голове, каким бы оно ни было длинным. Затем я его охватываю единым взором, как хорошую картину или красивого мальчика, я слышу его в своём воображении не последовательно, с деталями всех партий, как это должно звучать позже, но всё целиком в ансамбле.
Семенцов пишет:
Я не думаю, чтобы среди людей, заучивавших наизусть и непрестанно повторявших Гиту, было так уж много моцартов; однако, и не обладая такой, как у него, мощью фантазии, самый что ни на есть «средний» (но зато усердный) рецитатор поэмы должен был рано или поздно испытать нечто хотя бы отдалённо подобное: более или менее крупные куски собираются в единства («звучащие одновременно»), и между ними, что особенно важно, протягиваются нити значимых соответствий; одни контексты располагаются рядом как «вопросы» и «ответы» на них, другие обнаруживают (через сотни стихов) свои естественные дополнения, продолжения и т. д.

### Влияние на Западе

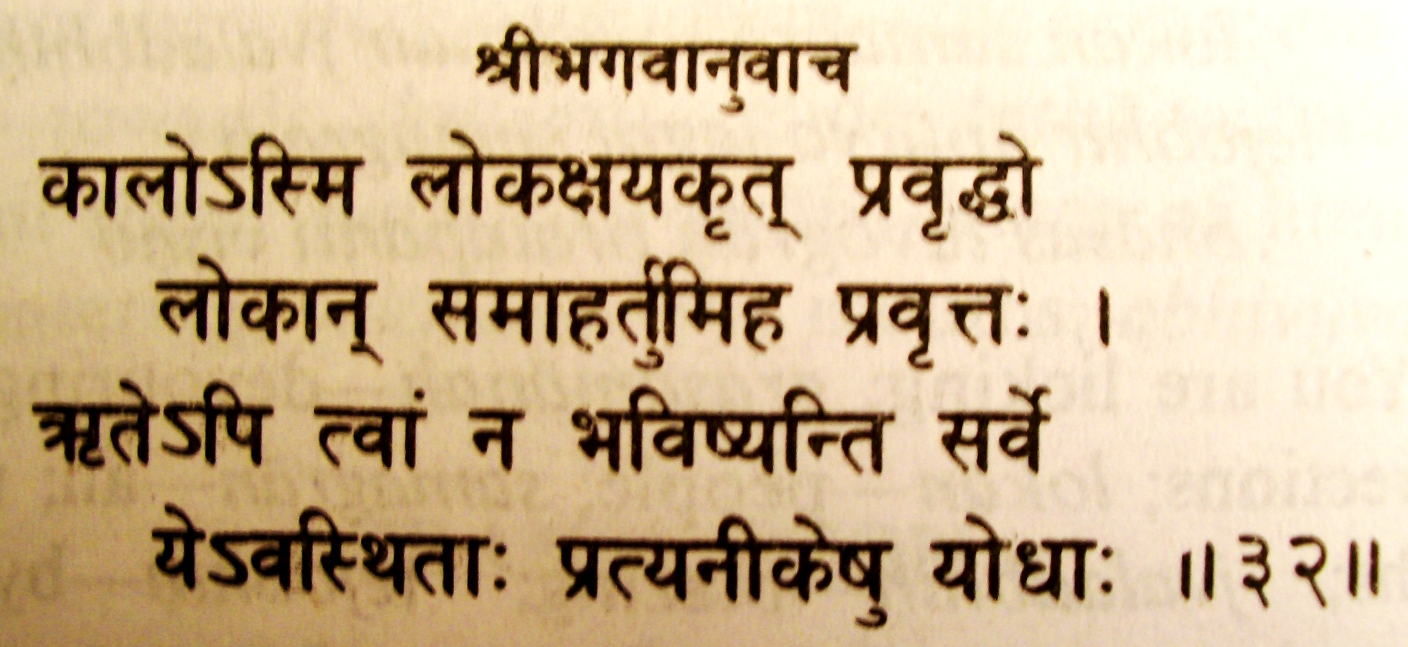
«Время Я — мира извечный губитель.
Весь этот люд Я решил уничтожить.
В битву ты вступишь иль битву покинешь,
воинам этим пощады не будет.» Бхагавадгита 11:32

Роберт Оппенгеймер, американский физик и директор Манхэттенского проекта, выучил санскрит и в 1933 году прочитал «Бхагавад-гиту» в оригинале. Впоследствии он указывал на неё как на одну из основных книг, сформировавших его жизненную философию. После того как Оппенгеймер стал свидетелем первого ядерного испытания в 1945 году, сразу же после взрыва он перефразировал один из стихов (11.32) «Бхагавад-гиты»: «Я — смерть, великий разрушитель миров, несущий гибель всему живому».
Влияние «Гиты» отразилось в творчестве таких выдающихся деятелей европейской культуры, как Гёте, Гердер, Гартман, Новиков. О ней с восхищением отзывались Гегель, Шопенгауэр, Бетховен, Гейне, Роден, Неру, Ганди. Её исследованием занимались многие выдающиеся учёные — Х. Лассен, Э. Бюрнуф, Э. Сенар, Ауробиндо Гхош, Л. Валле, С. Радхакришнан, С. Леви. Знакомство с «Бхагавад-гитой» проявляется в творчестве Шелли, Дж. Рассела, Вордсворта, Р. Роллана, Л. Толстого, И. Бунина, У. Уитмена, Г. Гессе.
Идеи «Бхагавад-гиты» использовались одним из идеологов национал-социализма Савитри Деви. Генрих Гиммлер, рейхсфюрер СС, всегда носил с собою переведённое на немецкий язык издание "Бхагавад-гиты" — он считал её руководством по жестокости и террору и посредством её философии обосновывал Холокост.
В статье, опубликованной в 2006 году в журнале "BusinessWeek", говорилось, что в деловых кругах Запада «Бхагавад-гита» превзошла по влиянию трактат «Искусство войны».

## В культуре
- К тексту «Бхагавад-гиты» неоднократно обращался композитор Филип Гласс. В 1980 году он создал оперу «Сатьяграха», либретто которой представляет собой подборку фрагментов этого памятника. В 1999 году появляется ещё одно произведение композитора, где использованы изречения из «Бхагавад-гиты», — Пятая симфония для солистов, двух хоров (детского и смешанного) и оркестра.
- Сюжетные параллели с «Бхагавад-гитой» прослеживаются в фильме «Легенда Баггера Ванса»[64].

## Комментарии
1. ↑  В. С. Семенцов в своём исследовании «Истолкования Бхагавадгиты Рамануджей» отмечает, что голландский индолог Й. ван Бёйтенен считает ряд толкований Рамануджи «натянутыми» и «фантастическими», обращая особое внимание на технику цитации Рамануджей «авторитетных текстов», в первую очередь упанишад и самой «Бхагавад-гиты».

## Публицистика
- Глушкова И. П. О памятниках Гавриилу Батенькову, дяде Коле и «Бхагавад-гите» // Ежедневный журнал. — 29 марта 2012.
- Серебряный С. Д. Позорный процесс: Специалист-индолог об иске против «Бхагавад-гиты как она есть» // Lenta.ru. — 2011.

### Переводы на русский язык
Научные
- Бхагавадгита / перевод с санскрита В. С. Семенцова (1985).
- VI. Махабхарата. Бхишмапарва (Бхагавадгита) / перевод с санскрита В. Г. Эрмана (2009).

Религиозные
- Бхагавад-гита как она есть / комментированный перевод Бхактиведанты Свами Прабхупады (1984).
- Живая Гита: Вся Бхагавад-гита / перевод Свами Сатчидананды (2007).

Другие
- Багуат-Гета, или беседы Кришны с Аржуном / первый перевод, выполнен с английского А. А. Петровым (1788).
- Бхагавад-гита / перевод с английского и санскрита А. Каменской и И. Манциарли (1914).
- Бхагавад-гита / перевод с санскрита Б. Л. Смирнова (1956).
- Бхагавад-гита / перевод С. М. Неаполитанского. СПб., 1991.
- Бхагавад-гита / перевод с санскрита Д. Бурбы (2009).
- Бхагавадгита / поэтическое переложение А. В. Драгунова, комментарии Д. В. Бурбы. Ялта, 2008.
- Бхагавад Гита / эквиритмический перевод Г. Давыдова (2024).

### Другие ссылки
- Полный текст «Бхагавад-гиты» (санскрит)
- Шри Ауробиндо Дхарма Гиты